# Senou Coulibaly
Senou Coulibaly (Pontoise, Francia, 4 de septiembre de 1994) es un futbolista maliense que juega de defensa en el A. C. Omonia Nicosia de la Primera División de Chipre. Es internacional con la selección de fútbol de Malí.

## Trayectoria
Coulibaly comenzó su carrera deportiva en el F. C. Mantes en 2017, y que abandonó en 2018 para jugar en el Dijon F. C. O. de la Ligue 1, en la que debutó el 11 de agosto en un partido, frente al Montpellier H. S. C., que ganó el Dijon por 1-2 con un gol de Coulibaly en el descuento.

## Selección nacional
Coulibaly es internacional con la selección de fútbol de Malí, con la que debutó el 11 de junio de 2021 en un amistoso frente a la selección de fútbol de la República Democrática del Congo.

## Clubes
| Club                 | País    | Año       |
| -------------------- | ------- | --------- |
| F. C. Mantes         | Francia | 2017-2018 |
| Dijon F. C. O.       | Francia | 2018-2023 |
| A. C. Omonia Nicosia | Chipre  | 2023-act. |